# Andriej Niekrasow (reżyser)
Andriej Lwowicz Niekrasow, ros. Андрей Львович Некрасов (ur. 26 lutego 1958 w Petersburgu) – rosyjski reżyser i scenarzysta filmowy, dokumentalista, często krytykujący politykę Kremla.

## Życiorys
Studiował w szkole filmowej w Leningradzie i w Bostonie. Na paryskiej Sorbonie obronił magisterium z literatury i filozofii. Karierę filmową rozpoczął jako asystent Andrieja Tarkowskiego przy filmie Ofiarowanie (1986).
Autor filmów dokumentalnych, programów telewizyjnych oraz spektakli teatralnych, realizowanych w kraju i za granicą. Nagradzany na festiwalach w Cannes, Heidelbergu, Moskwie i Kopenhadze. W 2011 roku otrzymał nagrodę międzynarodowego PEN Clubu „Oxfam Novib/PEN Award for Freedom of Expression”.
Dwa najgłośniejsze filmy Niekrasowa to Disbelief (2004) i Bunt. Sprawa Litwinienki (2007). W filmach tych sugeruje metody działania Federalnej Służby Bezpieczeństwa przy pozbywaniu się politycznych wrogów (sugestia taka dotyczy Aleksandra Litwinienki i Anny Politkowskiej), a także – przy prowokacjach na skalę masową (sugestia dotyczy udziału FSB przy głośnych akcjach terrorystycznych w Rosji).